# The Plastic People of the Universe
The Plastic People of the Universe - Oamenii din plastic ai Universului (PPU) este o trupă rock cehă din Praga. A fost cel mai important reprezentant al culturii subterane din Praga (1968-1989), care a luptat împotriva asupririlor regimului comunist al Cehoslovaciei. Datorită neconformismului lor, membrii trupei au suferit adesea repercusiuni grave, cum ar fi arestări. Grupul continuă să interpreteze în ciuda morții fondatorului, principalului său compozitor și basist, Milano "Mejla" Hlavsa în 2001. 

## Istorie
Din ianuarie până în august 1968, sub conducerea liderului Partidului Comunist din Cehoslovacia Alexander Dubček, cehoslovacii au experimentat Primăvara de la Praga. În august, trupele sovietice și celelalte țări membre ale Pactului de la Varșovia au invadat Cehoslovacia. Această invazie a dus la răsturnarea lui Dubček și la ceea ce a devenit cunoscut ca procesul de normalizare. La mai puțin de o lună după invazie, s-a format The Plastic People of the Universe.
Bassistul Milan Hlavsa a creat formația în 1968 și a fost puternic influențat de Frank Zappa si The Velvet Underground (trupa lui Zappa, The Mothers of Invention, a avut o piesă denumită Plastic People pe albumul lor Absolutely Free din 1967). Istoricul de artă și criticul cultural ceh Ivan Jirous a devenit managerul/directorul artistic al trupei în anul următor,  cu un rol similar cu cel al lui Andy Warhol la formația The Velvet Underground. Jirous l-a prezentat lui Hlavsa pe chitaristul Josef Janíček și pe violonistul Jiří Kabeš. Guvernul comunist ceh consolidat a revocat licența muzicienilor în 1970.

## Discografie
1. Muž bez uší (înregistrări live 1969-72)
2. Vožralej jak slíva (înregistrări live 1973-75)
3. Egon Bondy, Happy Hearts Club Banned (1974)
4. Ach la stat hanobení (înregistrări live 1976-77)
5. Pašijové hry velikonoční (1978)
6. Jak bude po smrti (1979)
7. Co înseamnă vésti koně (1981)
8. Kolejnice duní (1977-82)
9. Hovězí porážka (1983-1984)
10. Půlnoční myš (1985-86)
11. Bez ohňů este subterană (1992-93)
12. Oamenii de plastic din univers (1997)
13. Pentru Kosovo (1997)
14. 10 ani Globusu aneb underground v kostce (2000)
15. Milan Hlavsa - Než je dnes člověku 50 - Posledná dekáda (2001)
16. Línea cu tebou spím - Lazy Love / În Memoriam Mejla Hlavsa (2001)
17. Pașijové hry / Pasiunea Play (cu Agon Orchestra) (2004)
18. Do lesíčka na čekanou (2007)
19. Magor's Shem (Turneu de 40 de ani, PPU 1968-2008) (2008)
20. Maska za maskou (2009)
21. Non Stop Opera (2011)
22. Co znamená vésti koně (2017)

## Vezi și
- Gertruda Sekaninová-Čakrtová